# Röd rosenrot
Röd rosenrot (Rhodiola integrifolia) är en fetbladsväxtart som beskrevs av Constantine Samuel Rafinesque. Rhodiola integrifolia ingår i släktet rosenrötter, och familjen fetbladsväxter.

## Underarter
Arten delas in i följande underarter:
- R. i. integrifolia
- R. i. leedyi
- R. i. neomexicana
- R. i. procera

## Bildgalleri

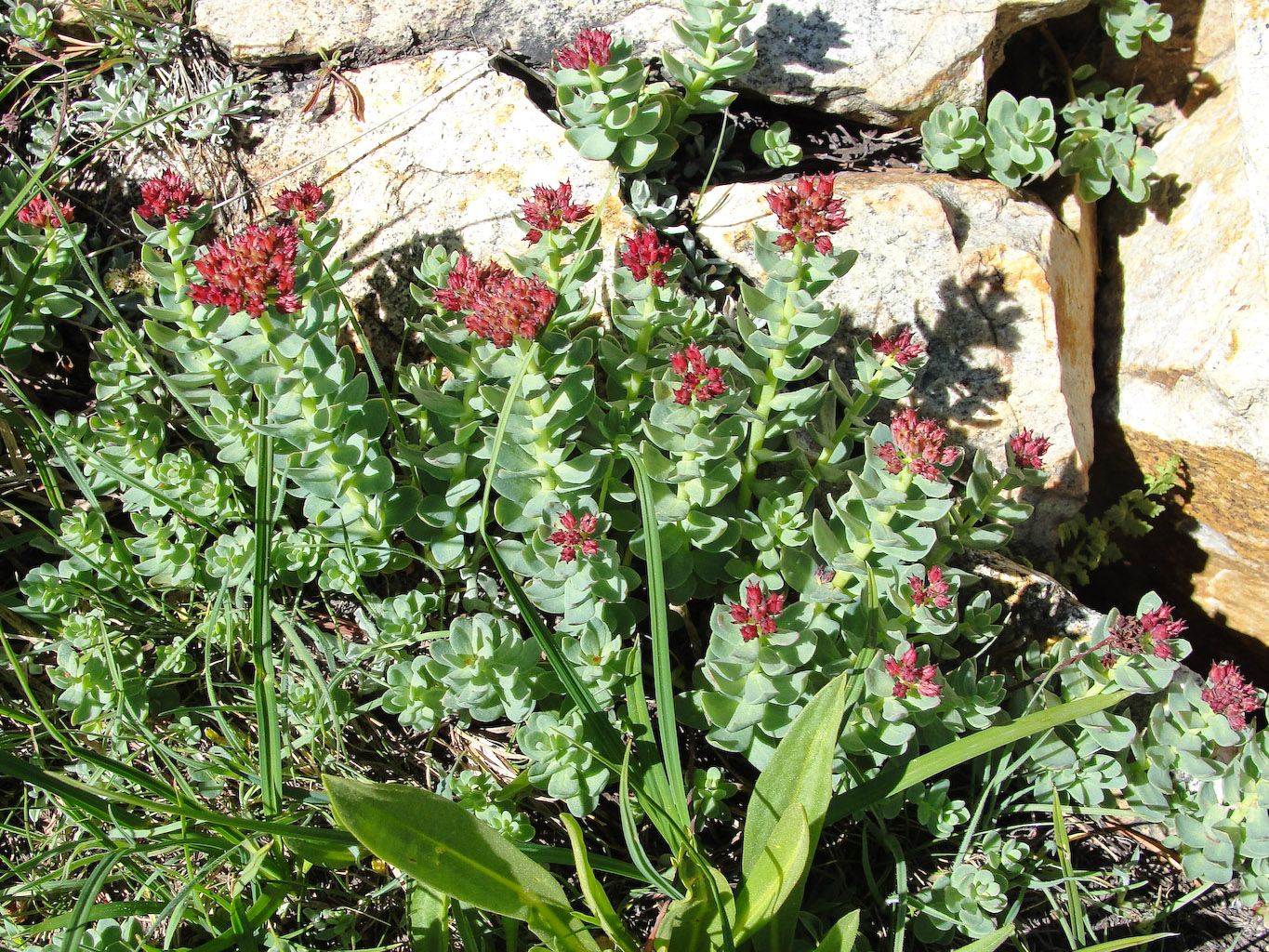
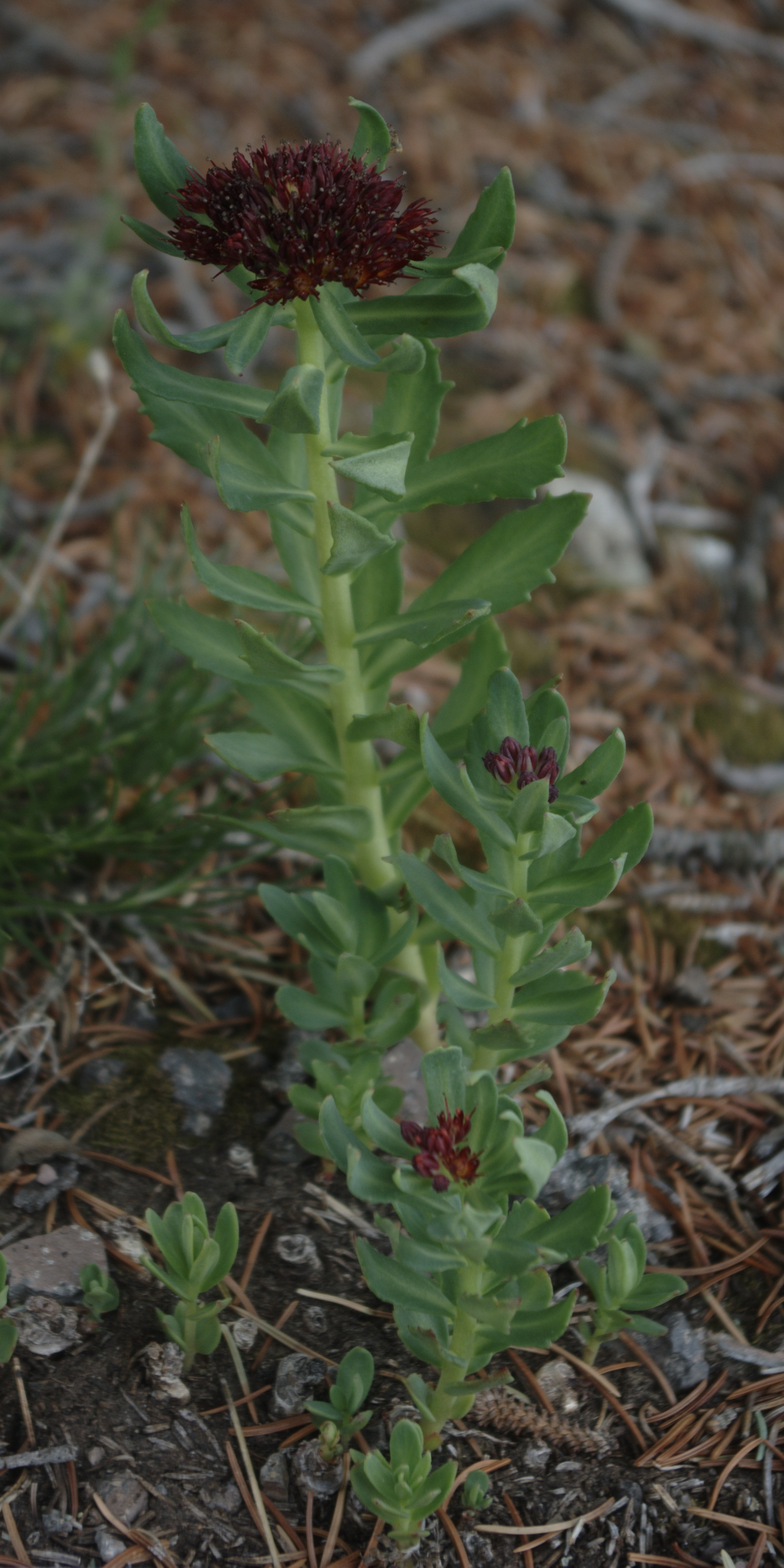